# 馬里亞諾夫卡區

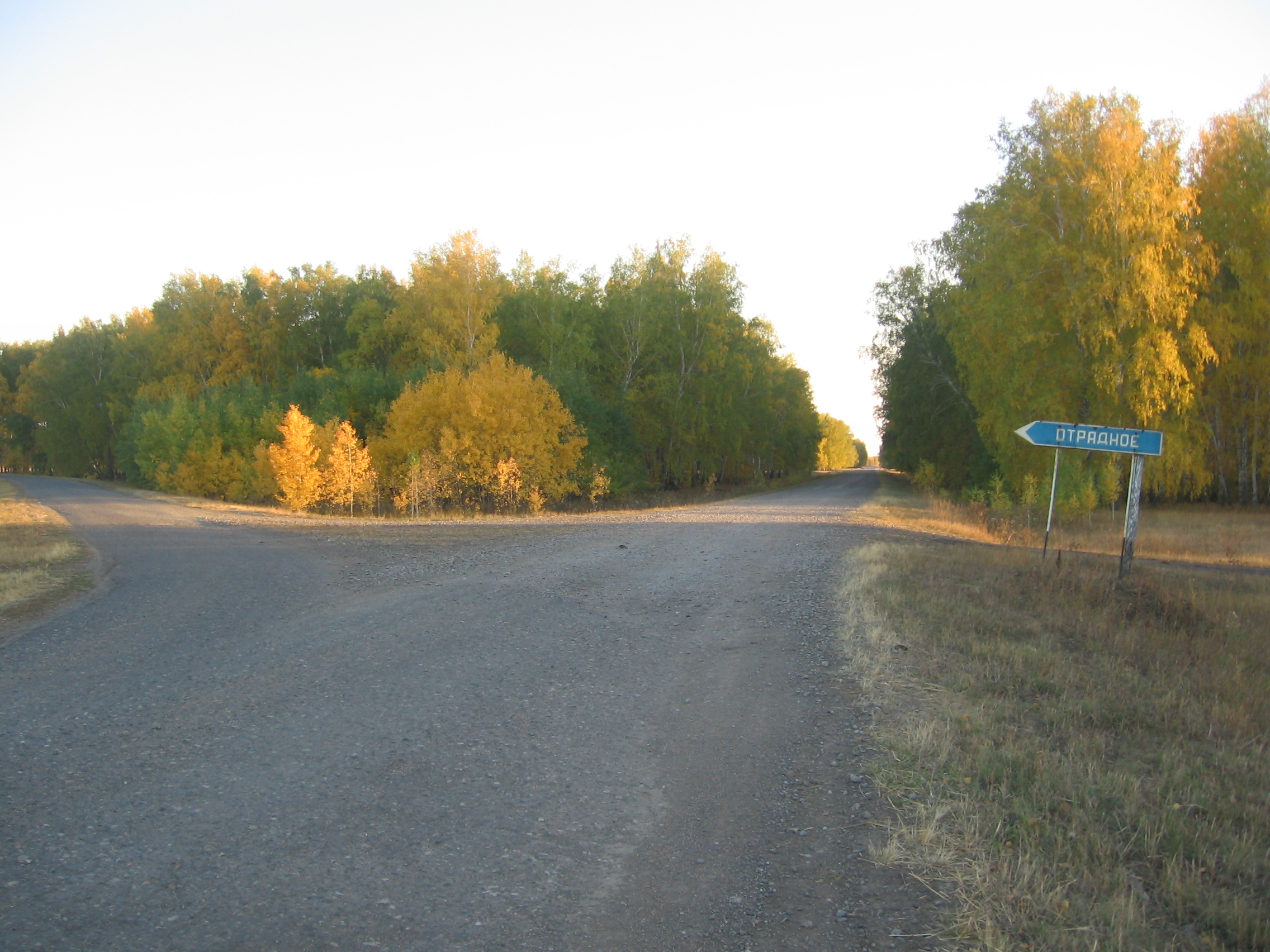

54°58′N 72°38′E / 54.967°N 72.633°E
馬里亞諾夫卡區（俄语：Марьяновский район），是俄羅斯的一個區，位於該國西南部，由鄂木斯克州負責管轄，面積1,700平方公里，2010年人口27,595，人口密度每平方公里16.23人。